# Бердюгин
Бердю́гин — русская фамилия. В написании Бердюкин известна с начала XVII века в Соликамском и Верхотурском уездах. Существует гипотеза родства с дворянским родом Бирдюкиных-Зайцовых, идущего от потомка князя Редеди по прозвищу Бирдю́ка, жившего в московском княжестве в конце XIV века.
Российские генетики установили, что 79% всех Бердюгиных являются кровными родственниками по мужской линии. Они принадлежат к одной ветви мужской гаплогруппы R1a, очень распространенной в России. Средняя разница в один локус на 17-маркерном гаплотипе показывает, что их общий предок жил не менее 300 — 500 лет назад.
Возможно, наиболее ранний из известных предков этой ветви — Варфоломей Леонтьевич Бердюкин, крестьянин деревни Бердюкинская Соликамского уезда. Он продал свои пахотные земли в 1620 году и переселился к 1632 году за Урал вместе с сыновьями Кириллом, Степаном, Василием, Игнатом и братом Григорием. На границе Ницинской и Ирбитской слобод на реке Нице они основали деревню Бердюгина, ставшую впоследствии ямской слободой. В переписи 1710 года упоминается много семей ямских охотников Бердюкиных, потомков Варфоломея. Скорее всего именно из этого региона началось расселение Бердюгиных по Уралу и Западной Сибири.
Связи с фамилиями Бердя, Бердяев, Бердюк, Бердюков не установлено. Возможно, они имеют сходную этимологию, но появились в разных регионах.

## Этимология
Фамилия Бердюгин образовалась от прозвища Бердюка. Основные версии значений и происхождения от:
- славянского бёрдо, бёрда — «гребешок для ткачества», «деталь ткацкого станка» (бердник — мастер, делающий бёрдо, бердыхать, пск. — толкать, тузить; бердить — откачиваться взад как ткацкое бёрдо, тру́сить (бердяй, новг. — трусливый человек. см. Бердяев).[7][8]
- славянского бе́рдо — «возвышенность, холм, гора», а также «пропасть, обрыв», иногда «изгиб» (см. Берда, Бердянск, Бердичев).[7][9]
- славянского бердун (брьдоунъ, брьдунь) — «вид меча».[7]
- польского berdysz — берды́ш, «боевой топор с закругленным в виде полумесяца лезвием» (возможно имеет общее происхождение с бе́рдо в значении «изгиб»).[10]
- др. русского веред — «болячка, рана» (от него произошли слова вред, бередить).[11][12]

На Урале в середине XIX века упоминается прозвище крестьянина, родом из Калужской губернии: «Иван Шипунов, по прозвищу Бёрдюга был крепким и сильным. На спор четыре чешка пшеницы унес за один раз». Возможно, это является доказательством происхождения прозвища от слова бёрдо, но не объясняет значения.
Менее вероятно от:
- тюркского берди́, бирде́ — «данный, подаренный», «богатый» (часто встречается как составная часть тюркских имен — Бердикен, Бердибек, Бердияр и др.).[14]
- тюркского «бурдюк» (украинского «бордюг»). Слово «бордюг» употреблялось в старые времена на Украине для обозначения мешка, в который наливали вино или воду.
- тюркского берт, берет — «труднодоступное место»[15] или башкирского бярдэ (бэрзэ)[16] — «хариус» (см. Бердь, Бердяуш, Берды).
- др. русского берендей — колдун-оборотень, либо представитель племени берендеев.
- литовского berti — «сыпать, веять, сеять».[17][18]

Винтовка «берда́нка» никак не связана с фамилией Бердюгин, название получила от фамилии инженера Бердана (англ. Berdan).

## Распространение и топонимика
Фамилия встречается практически во всех крупных городах России и Казахстана, а также на Украине. Наиболее часто в городах и сёлах на Урале, в Западной Сибири и Алтае (это потомки Бердюгиных, входивших в этнографическую группу каменщиков). От фамилии происходят несколько топонимов в Обь-Иртышском речном бассейне:

Карта распространения топонимов, связанных с фамилией Бердюгин.
[http://maps.google.ru/maps/ms?hl=ru&ie=UTF8&msa=0&msid=112242583507975065681.000465f61aa8935ee57a5&ll=55.178868,82.089844&spn=30.689347,79.013672&z=4 Посмотреть в картах Google

- Бердюгино — село в Ялуторовском районе Тюменской области;
- Бердюгино — село в Упоровском районе Тюменской области;
- Бердюгино — деревня в Целинном районе Курганской области;
- Бердюгино — деревня в Крапивинском районе Кемеровской области;[20]
- Бердюгино — озеро в Бердюжском районе Тюменской области;
- Бердюгина — деревня в Ирбитском районе Свердловской области;
- Бердюгина — деревня в Армизонском районе Тюменской области;
- Бердюжье — село в Бердюжском районе Тюменской области;
- Бердюжье — озеро в Бердюжском районе Тюменской области;
- Бердюжка — деревня в Петуховском районе Курганской области;
- Бердюженка — река, приток Тобола в Тюменской области;
- Бердюжиха — речка на границе Новосибирской области и Алтайского края;
- Бердюжиха — речка в Заринском районе Алтайского края;
- Бердюжиха — речка в Искитимском районе Новосибирской области;
- Бердюшиха — речка в Прокопьевском районе Кемеровской области;

Прослеживается четкая связь с высокой концентрацией фамилии в этом регионе и перечисленными топонимами, а также общими тенденциями освоения русскими Сибири с северо-запада на юго-восток вдоль рек и распространённой здесь традицией названия населенных пунктов по фамилии основателей.
Возможно к фамилии имеет отношение село Бердюково Родниковского района Ивановской области.
Прямая связь с фамилией топонимов Берд, Берда, Бердь, Бердск, Бердянск, Бердичев, Бердяуш, Берды не установлена — происхождение их является спорным.

## Носители фамилии
- Первые упоминания в Приуралье:[1]

Крестьянин д. БЕРДЮКИНСКАЯ на роднике ВАХРОМЕЙКО ЛЕОНТЬЕВ сын БЕРДЮКИН, 1623. В написании БЕРДЮКИН фамилия известна в XVII в. и в Верхотурском уезде: в Ницинской слободе жил ямщик КИРИЛЛ ВАРФОЛОМЕЕВИЧ (ВАХРОМЕЕВ) БЕРДЮКИН, уроженец Соликамского уезда, перебравшийся на Средний Урал в 1632/33 г. (возможно, это был сын упоминавшегося выше В. Л. БЕРДЮКИНА); в д. Ереминой в той же слободе — крестьянин ДМИТРИЙ (МИТКА) ГРИГОРЬЕВИЧ БЕРДЮКИН с братьями МИХАИЛОМ, ЕВСЕЕМ и ПЕТРОМ; в д. Коморниковой (Ирбитская слобода) — крестьяне братья ДМИТРИЙ (МИТКА) и ФИЛИПП ВАСИЛЬЕВИЧИ БЕРДЮКИНЫ (перепись 1680 г.); ср.: МИТКА БЕРДЮКИН, крестьянин, 1671 (Тупиков).

- В Переписных книгах Верхотурского и Тобольского уездов 1710 года упоминаются черносошные крестьяне, ямские охотники, пушкари и их семьи:[22][23]

ЯМСКИЕ ОХОТНИКИ В НИЦИНСКОЙ СЛОБОДЕ:
Во дворе ИВАН КИРИЛЛОВ БЕРДЮКИН 62 лет. У него жена Маланья 60 лет; дети: СИМАН 32 лет, ОНТОН 20 лет, Степанида 22 лет. У Симана жена Анна 30 лет; дети: ОБРОСИМ 4 лет, Марья 10 лет, Софья годовая. У Онтона жена Овдотья 25 лет, дочь Ирина полугода; племянники: СТЕПАН 22 лет, СЕМЕН 20 лет. У Степана жена Марья 25 лет, сын ФЕКЛИСТ годовой. У Семена жена Ирина 28 лет, сын КИРИЛО полугода.
ЯМСКИЕ ОХОТНИКИ В ИРБИТСКОЙ СЛОБОДЕ:
Двор. А в нем живет ДМИТРЕЙ БЕРДЮКИН 25 лет. Братья: МИХАЙЛО 20 лет, ВАСИЛЕЙ 18 лет, АНДРЕЙ 10 лет. У них мать Парасковья 50 лет. У неё дочь Марфа 23 лет. У Дмитрея жена Ульяна 25 лет. У них сын БОРИС полугодовой. У Михаила жена Наталья 22 лет. У них сын ФЕДОТ 10 недель. А ВАСИЛЕЙ записан в салдатцкую службу в 709-м году.
Двор. А в нем живет СТЕПАН БЕРДЮКИН 47 лет. У него жена Софья 35 лет. У них дети: ФЕДОР 7 лет, ИВАН 5 лет, дочь Офимья 2 лет. У Степана племянник МИХЕЙ 19 лет. У него жена Анна 20 лет.
Двор. А в нем живет ГРИГОРЕЙ БЕРДЮКИН 37 лет. У него брат ЕМЕЛЬЯН 50 лет. У Григорья жена Парасковья 40 лет. У них дети: ИВАН 17 лет, ВАСИЛЕЙ 5 лет, дочь Овдотья 15 лет. У Омельяна жена Соломия 26 лет. У них сын АФОНАСЕЙ 3 лет, дочь Анна 8 лет.
Двор. А в нем живет КАРП БЕРДЮКИН 60 лет. У него жена Парасковья 56 лет. У них дочери: Агафья 25 лет, Палагия 22 лет, Анна 18 лет.
Двор. А в нем живет СЕМЕН БЕРДЮКИН 42 лет. У него жена Фетинья 37 лет. У них дети: ЯКОВ 10 лет, АЛЕКСЕЙ 5 лет, дочь Софья 14 лет.
Двор. А в нем живет АНДРЕЙ БЕРДЮКИН 45 лет. У него жена Марфа 35 лет. У них сын СИМАН 7 лет, дочь Марфа 10 лет.

КРЕСТЬЯНЕ В ЕМУРТЛИНСКОЙ СЛОБОДЕ (в начале переписи отдельно от остальных крестьян):
Во дворе пушкарь ИВАН БЕРДЮГИН 30 жена Параскева 35 дети МИКИТА 8, Яков 5.
ДЕРЕВНИ БЕРДЮГИНОЙ (КРЕСТЬЯНЕ):
Во дворе ВАСИЛИЙ БЕРДЮГИН 70 жена парасковья 70 дети МИКУЛА 40 жена Марфа 35 дети ГРИГОРИЙ 14, Акилина 17 лет.
Во дворе ДОРОФЕЙ БЕРДЮГИН 40 жена Парасковья 40 дети ИВАН 14, ФЕДОР 12,ПАВЕЛ 6, ИВАН 3 лет.
Во дворе АФАНАСИЙ БЕРДЮГИН 30 жена Пелагея 30 дети ФЕДОР 10, ИВАН 3 лет.
ДЕРЕВНЯ ШЕШЕВА В ВОТЧИНЕ ЗНАМЕНСКОГО МОНАСТЫРЯ В СЕЛЕ, НИКОЛАЕВСКОМ, ЖИВУТ КРЕСТЬЯНЕ:
Во дворе КОЗМА БЕРДЮГИН 50 жена Лукерья 50 дети ГАВРИЛО 17, МАТВЕЙ 13, ЛУКА 10, ПАВЕЛ 8, ФЕДОР 6.

- В результате советских репрессий пострадало более 70 носителей фамилии.[24] Интреактивная карта: Бердюгины. Репрессии 1930-х
- В период Второй мировой войны погибло и пропало без вести более 600 носителей фамилии.[25] Интреактивная карта: Бердюгины. Погибшие в ВОВ 1941-1945 гг.

## Известные представители
- Кассир  Бердюгин (Бердюгинъ) — на банкнотах Разменной кассы Государственного Банка 1866—1895 годов.[26][27]
- Бердюгин Иван Георгиевич — главный управляющий почты и телеграфа Санкт-Петербурга, 1913 год.[28]
- Бердюгин Владимир Иванович (02.01.1930—11.03.2012) — заслуженный машиностроитель и рационализатор, почетный житель города Черновцы.[29][30]
- Бердюгин Александр Николаевич (03.03.1950-15.10.2016)– композитор, председатель Самарского отделения Союза композиторов РФ.
- Бердюгин Михаил Александрович – основатель и руководитель Веб-студии «Bermix»
- Бердюгин, Кирилл Александрович (род. 1973) — доктор медицинских наук, заместитель директора по научной работе Уральского НИИ травматологии и ортопедии